# Kirsi Boström
Kirsi Boström, född Tiira den 20 maj 1968 i Parikkala, är en finländsk orienterare som blev världsmästarinna i stafett 1995 och på långdistans 1999 samt nordisk mästarinna på medeldistans 1993. Hon har dessutom två VM-silver.